# Diego Chávarri
Diego Ivan Chávarri Rodriguez (* 7. März 1989 in Queens, New York City, New York) ist ein ehemaliger peruanisch-amerikanischer Fußballspieler.

## Karriere
Diego Chávarri begann seine Karriere in der Jugendmannschaft von Sporting Cristal, wo er 2009 auch seinen ersten Profivertrag erhielt. Nach zwei Profisaisons, in denen Chávarri 17 Spiele bestritt und dabei zwei Tore erzielte, wechselte er 2011 für die folgende Saison zum Cobresol FBC. Ebenfalls 2011 erhielt er eine Einladung zur U23-Nationalmannschaft der Vereinigten Staaten, musste jedoch verletzungsbedingt absagen. Über Sport Huanyayo kam er im Januar 2013 zu Union Comercio, wo Chavarri in der folgenden Halbserie spielte, ehe er im Juli 2013 zum iranischen Aufsteiger Gostaresh Foolad FC ausgeliehen wurde. Bei diesem spielte er, bis zum Ende des Leihvertrages im Dezember 2013, sechs Mal. Nach dessen Ablauf ging Chávarri zu CD San Simón, wo er bis zum Ende der Saison 2015/16 spielte und anschließend seine Spielerkarriere beendete.